# 法令データ提供システム
法令データ提供システム（ほうれいデータていきょうシステム）は、総務省行政管理局が電子政府政策の一環として、ウェブサイト上で提供していた日本の法令の検索・閲覧システムである。
第一法規から刊行されている「現行法規総覧」を電子データで代替したもの。

## 概要
現行の憲法・法律・政令・勅令・府令・省令・閣令・規則（2001年4月1日以降に廃止された法令を含む）の内容などが検索・閲覧可能であった。国による情報提供のため無償であり、ユーザー登録等も不要。中央省庁（霞が関）で限定的に配備・活用されていたシステムを2001年（平成13年）4月からインターネット上に公開したものである。
法令全般が完全に網羅されているわけではなく、公布文・署名・副署は省略、別表・別記様式などのうち標準的な文字コードで表示が困難な図式・画像等も省略されており、また、行政府として所管するものながら条約・訓令・告示は対象外とされていた。このほか、立法府の所管する衆議院規則・参議院規則及び司法府の所管する最高裁判所規則も対象外となっていた。
これら閲覧対象外の法規については、国立印刷局の官報ウェブサイト（日本国憲法下で官報掲載されたもの全部。有料）、外務省のウェブサイト（一部の条約）、最高裁判所のウェブサイト（主な最高裁判所規則）などで閲覧可能である。
既に廃止され一定の時間を経ている法令、特定の法令の施行期日を定めている法令、他の法令を改正するための法令などの内容は閲覧対象外であった。日本国憲法施行後に制定されたすべての法律（廃止済み、特定の法律の施行期日を定める法律、法律の改正を行うための法律を含むが、政令及び省令等は含まない。）は、衆議院のウェブサイトで閲覧可能である。
2017年3月1日現在で更新された後「次回更新時から、「e-Gov法令検索」としてリニューアルし、二次利用が容易となるXML形式での提供を予定しています。」と案内され、法令データ提供システムのデータは更新されていない。その後2017年10月2日に稼動を停止し、法令データ提供システムのURLからe-Gov法令検索に自動的に移動するように設定された。この法令データ提供システムのURLからe-Gov法令検索への自動的な移動2018年10月17日に停止された。